# Eucithara moraria
Eucithara moraria é uma espécie de gastrópode do gênero Eucithara, pertencente à família Mangeliidae.